# Château Loudenne
Le château Loudenne est un domaine viticole de 132 ha situé dans le Médoc, à Saint-Yzans-de-Médoc en Gironde. Il exploite des vignes en AOC Médoc. 

## Histoire de la propriété
En 1670, la famille Verthamond de Marcellus, aristocrates bordelais très attachés à leur région, choisit de s'installer à Loudenne pour y bâtir une chartreuse connue aujourd'hui comme « le Château Rose ».
Véritable plateforme logistique pour la Gilbey Company, Château Loudenne se voit doté, en contrebas de ses immenses chais, d'un port privé permettant les expéditions par le fleuve de tous les vins collectés dans la région, exportés vers les comptoirs de distribution créés par les Gilbey.
En 2000, la famille Lafragette acquiert le château, avant de vouloir s'en séparer comme de ses autres propriétés, au moment des problèmes judiciaires de Jean-Paul Lafragette.
Le domaine est racheté en 2013 par Moutaï, premier groupe chinois de spiritueux. Son nouveau propriétaire souhaite en faire un lieu de luxe et exporte la moitié de la production en Chine. Sous cette nouvelle gestion apparaissent des entorses au code du travail, ce qui pousse des salariés à assigner le groupe aux prud’hommes,.
En 2022, alors que Loudenne est en cessation de paiements, le domaine est repris par Christophe Gouache, un entrepreneur parisien. Cet expert-comptable de formation, qui a fait fortune en développant une société de conseil appelée FLG, est également propriétaire depuis 2018 d'un cru bourgeois, le château Bellerive (situé à Valeyrac, à 12 km au nord de Saint-Yzans). Malgré une situation compliquée, le vignoble du château Loudenne est en cours de restructuration pour faire l’objet d’une conversion en bio.

## Terroir
Le domaine s'étend sur 132 hectares dont 62 hectares de vignes. 
Le vignoble est situé sur deux croupes graveleuses (couronnées de deux « Petites Folies », les tourelles d'apparat), à l'est et à l'ouest de l'estuaire et à 40 kilomètres de l'océan Atlantique.
Les vignes sont réparties sur 50 hectares de médoc (50% de cabernet sauvignon et 50% de merlot), 12 hectares de bordeaux blanc (75% de sauvignon et 25% sémillon). 

## Vins
Les vins de Château Loudenne font partie de la famille des vins de Bordeaux, il existe une cuvée de blanc, de rosé, et de rouge. 